# Arielulus societatis
Arielulus societatis és una espècie de ratpenat de la família dels vespertiliònids. És endèmic de Malàisia. El seu hàbitat natural són els boscos secundaris de plana. Està amenaçat per la pèrdua d'hàbitat a causa de la tala d'arbres, l'agricultura, les plantacions i els incendis forestals.